# طوف درة بيد (تشين)
طوف درة بید (بالفارسية: طوف دره‌بید) هي قرية تقع في إيران في قسم تشین الريفي. يقدر عدد سكانها بـ 30 نسمة .